# Tocqueville-sur-Eu
Tocqueville-sur-Eu település Franciaországban, Seine-Maritime megyében. Lakosainak száma 216 fő (2018. január 1.). Tocqueville-sur-Eu Assigny, Biville-sur-Mer és Criel-sur-Mer községekkel határos.

## Népesség
A település népessége az elmúlt években az alábbi módon változott:
| Lakosok száma | 159  | 143  | 135  | 146  | 156  | 199  | 221  | 220  | 215  | 216  |
|               | 1962 | 1968 | 1975 | 1982 | 1990 | 2008 | 2013 | 2015 | 2017 | 2018 |